# ATP Tokio Indoor
Das ATP-Hallenturnier von Tokio (offiziell zuletzt Seiko Super Tennis) war ein Herren-Tennisturnier, das von 1978 bis 1995 in Tokio, Japan ausgetragen wurde. Gespielt wurde auf Teppich in der Halle.

## Geschichte
Bis 1989 war das Turnier Teil des Grand Prix Tennis Circuit und mit damals einer halben Million Dollar Preisgeld auch eines der größeren Turniere der Serie. Ab 1990 war es Teil der neu etablierten ATP Tour und gehörte bis zu seiner Einstellung der zweithöchsten Turnierkategorie an, der ATP Championship Series, der Vorgängerserie der ATP International Series Gold. Austragungsorte waren von 1978 bis 1979 sowie ab 1990 das Tōkyō Taiikukan sowie dazwischen die Kokuritsu Yoyogi Kyōgijō, die beide im Zuge der olympischen Spiele errichtet wurden.

## Siegerliste
Rekordsieger im Einzel ist Ivan Lendl, der das Turnier fünfmal gewinnen konnte. Im Doppel konnten die Paare Grant Connell/Patrick Galbraith und Victor Amaya/Hank Pfister das Turnier (genauso wie Sherwood Stewart, allerdings mit unterschiedlichen Partnern) jeweils zweimal gewinnen und sind damit Rekordtitelträger.

### Einzel
| Jahr | Sieger             | Finalgegner        | Finalergebnis |
| ---- | ------------------ | ------------------ | ------------- |
| 1995 | Michael Chang      | Mark Philippoussis | 6:3, 6:4      |
| 1994 | Goran Ivanišević   | Michael Chang      | 6:4, 6:4      |
| 1993 | Ivan Lendl (5)     | Todd Martin        | 6:4, 6:4      |
| 1992 | Ivan Lendl (4)     | Henrik Holm        | 7:6, 6:4      |
| 1991 | Stefan Edberg (2)  | Derrick Rostagno   | 6:3, 1:6, 6:2 |
| 1990 | Ivan Lendl (3)     | Boris Becker       | 4:6, 6:3, 7:6 |
| 1989 | Aaron Krickstein   | Carl-Uwe Steeb     | 6:2, 6:2      |
| 1988 | Boris Becker       | John Fitzgerald    | 7:6, 6:4      |
| 1987 | Stefan Edberg (1)  | Ivan Lendl         | 6:7, 6:4, 6:4 |
| 1986 | Boris Becker       | Stefan Edberg      | 7:6, 6:1      |
| 1985 | Ivan Lendl (2)     | Mats Wilander      | 6:0, 6:4      |
| 1984 | Jimmy Connors (2)  | Ivan Lendl         | 6:4, 3:6, 6:0 |
| 1983 | Ivan Lendl (1)     | Scott Davis        | 3:6, 6:3, 6:4 |
| 1982 | John McEnroe       | Peter McNamara     | 7:6, 7:5      |
| 1981 | Vincent Van Patten | Mark Edmondson     | 6:2, 3:6, 6:3 |
| 1980 | Jimmy Connors (1)  | Tom Gullikson      | 6:1, 6:2      |
| 1979 | Björn Borg (2)     | Jimmy Connors      | 6:2, 6:2      |
| 1978 | Björn Borg (1)     | Brian Teacher      | 6:3, 6:4      |

### Doppel
| Jahr | Sieger                                  | Finalgegner                       | Finalergebnis |
| ---- | --------------------------------------- | --------------------------------- | ------------- |
| 1995 | Jacco Eltingh Paul Haarhuis             | Jakob Hlasek Patrick McEnroe      | 7:6, 6:4      |
| 1994 | Grant Connell (2) Patrick Galbraith (2) | Byron Black Jonathan Stark        | 6:3, 3:6, 6:4 |
| 1993 | Grant Connell (1) Patrick Galbraith (1) | Luke Jensen Murphy Jensen         | 6:3, 6:4      |
| 1992 | Todd Woodbridge Mark Woodforde          | Jim Grabb Richey Reneberg         | 7:6, 6:4      |
| 1991 | Jim Grabb Richey Reneberg               | Scott Davis David Pate            | 7:5, 2:6, 7:6 |
| 1990 | Guy Forget Jakob Hlasek                 | Scott Davis David Pate            | 7:6, 7:5      |
| 1989 | Kevin Curren David Pate                 | Andrés Gómez Slobodan Živojinović | 4:6, 6:3, 7:6 |
| 1988 | Andrés Gómez Slobodan Živojinović       | Boris Becker Eric Jelen           | 7:5, 5:7, 6:3 |
| 1987 | Broderick Dyke Tom Nijssen              | Sammy Giammalva Jim Grabb         | 6:3, 6:2      |
| 1986 | Mike DePalmer Gary Donnelly             | Andrés Gómez Ivan Lendl           | 6:3, 7:5      |
| 1985 | Ken Flach Robert Seguso                 | Scott Davis David Pate            | 4:6, 6:3, 7:6 |
| 1984 | Sammy Giammalva Tony Giammalva          | Mark Edmondson Sherwood Stewart   | 7:6, 6:4      |
| 1983 | Mark Edmondson Sherwood Stewart (2)     | Steve Denton John Fitzgerald      | 6:1, 6:4      |
| 1982 | Tim Gullikson Tom Gullikson             | John McEnroe Peter Rennert        | 6:4, 3:6, 7:6 |
| 1981 | Victor Amaya (2) Hank Pfister (2)       | Heinz Günthardt Balázs Taróczy    | 6:4, 6:2      |
| 1980 | Victor Amaya (1) Hank Pfister (1)       | Marty Riessen Sherwood Stewart    | 6:3, 3:6, 7:6 |
| 1979 | Marty Riessen Sherwood Stewart (1)      | Mike Cahill Terry Moor            | 6:4, 7:6      |
| 1978 | Ross Case Geoff Masters                 | Pat DuPré Tom Gorman              | 6:3, 6:4      |